# 黃欣 (演員)
黃欣（1983年11月3日—），原名黃卓慧，香港女演員，畢業於第20期無綫電視藝員訓練班，同屆畢業的藝人還有謝珊珊、謝兆韵、孫慧雪等人。黃卓慧在入行前是模特兒，入行後擔任綜藝節目《美女廚房》的助手「粉」，另外，她也在《志雲飯局》內當助手。2009年3月約滿無綫電視後轉投新公司Starworks。2012年轉投香港電視網絡，至2014年中約滿後離開。2014年底重返無綫電視，曾為無綫電視基本藝人合約女演員。

## 相關報道
- 黃欣為啖氣懶理走光[]
- 黃欣天然護膚沙糖磨沙DIY - 太陽報（页面存档备份，存于）
- 黃欣冧人夫讚青雲有戲勢- 東方日報（页面存档备份，存于）

## 外部連結
- 黃欣的新浪微博
- 黃欣的Facebook專頁
- 黃欣的Instagram帳戶
- 黃欣的Blog（页面存档备份，存于）
- 黃欣個人網頁 - Lena World